# Skaar

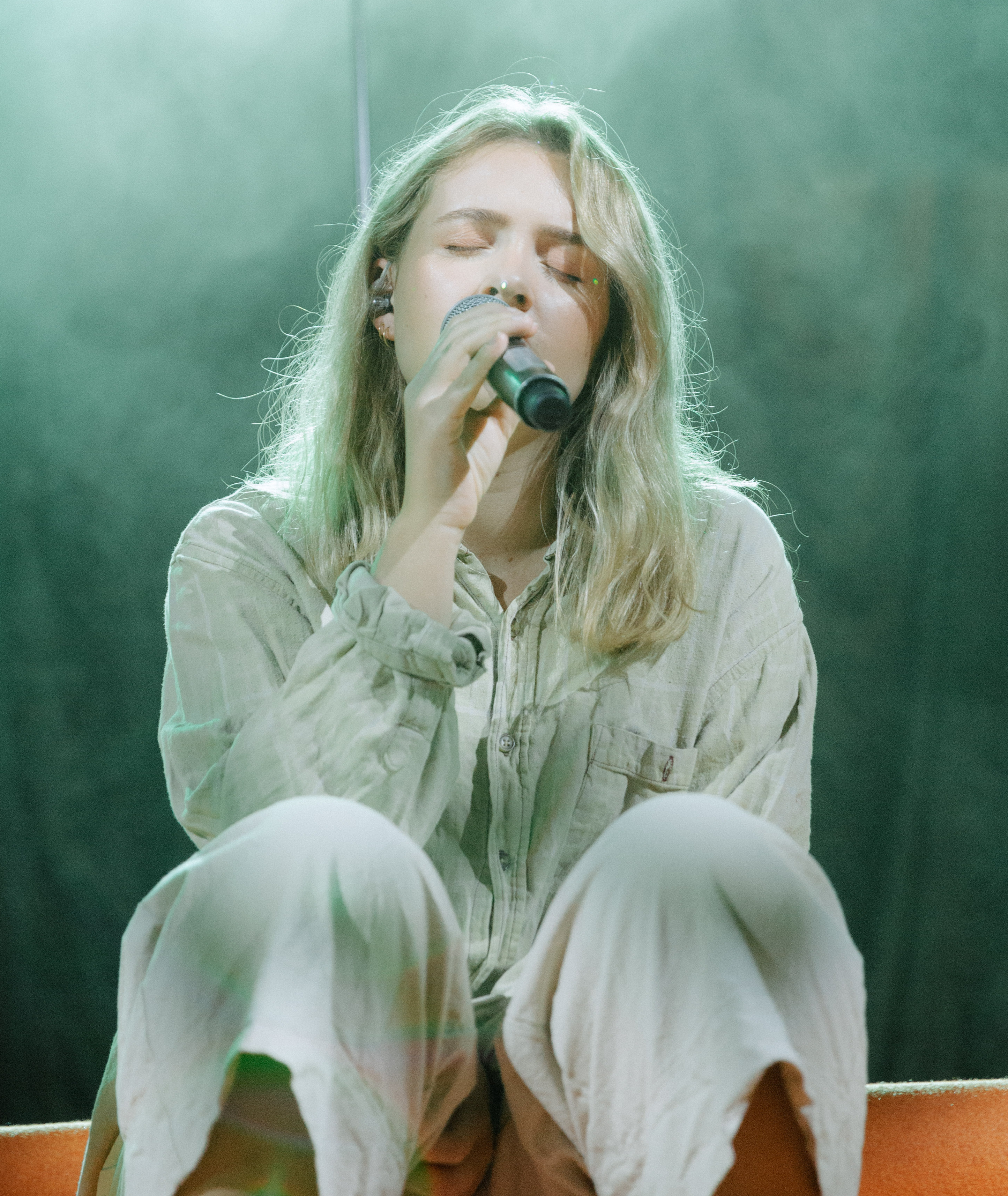
SKAAR, 2020

Hilde Skaar (* 1998) ist eine norwegische Sängerin und Songwriterin. Sie tritt unter dem Namen SKAAR auf.

## Leben
Skaar stammt aus der westnorwegischen Kommune Stord. Als 18-Jährige war sie als Sängerin am Lied Wherever You Go von TRXD beteiligt. Im September 2018 gab Skaar ihre Debütsingle Higher Ground heraus, mit der sie auf Spotify innerhalb weniger als einem Jahr sechs Millionen Streams erzielte. Das Lied wurde auch für den norwegischen Film Battle verwendet. Es folgte ihre zweite Single Wicked Rhythm. Im Jahr 2019 sang sie beim Staatsbesuch des norwegischen Königshauses in Chile.
Beim Musikpreis P3 Gull wurde sie 2019 in der Newcomer-Kategorie nominiert. Auch beim Spellemannprisen 2020 wurde sie in der Newcomer-Kategorie nominiert. Zudem erhielt sie dort eine Nominierung in der Pop-Kategorie für ihre 2020 erschienene Debüt-EP The Other Side of Waiting. Skaar steuerte für die Serie Weihnachten zu Hause Musik bei. Im Jahr 2021 wurde sie für den Bendiksenprisen nominiert und sie gab das Album Waiting heraus. Im März 2023 folgte mit Mad Woman, Pt. 1 der erste Teil des Albums Mad Woman. Im Jahr 2023 war sie im Vorprogramm der Ocean To Ocean Tour der Sängerin Tori Amos. Beim Spellemannprisen 2023 gewann sie in der Songwriter-Kategorie.

## Stil
Ihr Album Mad Woman, Pt. 1 wurde in einer Rezension bei NRK P3 im Vergleich zu ihrer vorherigen Musik als Werk mit einem „dunkleren und elektronischer getriebenem Klangbild“ beschrieben. Die Beats wurden als tanzbarer bezeichnet und der Einsatz von Soundeffekten als umfangreicher herausgestellt.

## Auszeichnungen
Spellemannprisen
- 2020: Nominierung in der Kategorie „Durchbruch des Jahres“
- 2020: Nominierung in der Kategorie „Pop“ (für The Other Side of Waiting)
- 2023: Nominierung in der Kategorie „Veröffentlichung des Jahres“ (für Mad Woman)
- 2023: „Songwriter des Jahres“

P3 Gull
- 2019: Nominierung in der Kategorie „Newcomer des Jahres“[10]

Sonstige
- 2021: Nominierung für den Bendiksenprisen
- 2023: Nominierung für den Bendiksenprisen[11]

## Diskografie

### Alben
| Jahr | Titel                     | Höchstplatzierung, Gesamtwochen, AuszeichnungChartsChartplatzierungen (Jahr, Titel, Platzierungen, Wochen, Auszeichnungen, Anmerkungen) | Anmerkungen                                |
| Jahr | Titel                     | NO | Anmerkungen                                |
| ---- | ------------------------- | --- | ------------------------------------------ |
| 2020 | The Other Side of Waiting | NO39 (1 Wo.)NO | Erstveröffentlichung: 4. September 2020 EP |
| 2023 | Mad Woman, Pt. 1          | NO20 (1 Wo.)NO | Erstveröffentlichung: 24. März 2023        |

Weitere Alben
- 2021: Waiting
- 2023: Mad Woman

### Singles
| Jahr | Titel Album       | Höchstplatzierung, Gesamtwochen, AuszeichnungChartsChartplatzierungen (Jahr, Titel, Album, Platzierungen, Wochen, Auszeichnungen, Anmerkungen) | Anmerkungen                                   |
| Jahr | Titel Album       | NO | Anmerkungen                                   |
| ---- | ----------------- | --- | --------------------------------------------- |
| 2016 | Wherever You Go – | NO34 (8 Wo.)NO | Erstveröffentlichung: 20. April 2016 mit TRXD |

Weitere Singles mit Auszeichnung
- 2018: Higher Ground (NO: Gold[13])